# Route 96 (Islande)
Pour les articles homonymes, voir Route 96.
La Route 96 (Þjóðvegur 96) ou Suðurfjarðavegur est une route islandaise qui relie la Route 96 à Breiðdalsvík dans la région de Austurland.

## Trajet

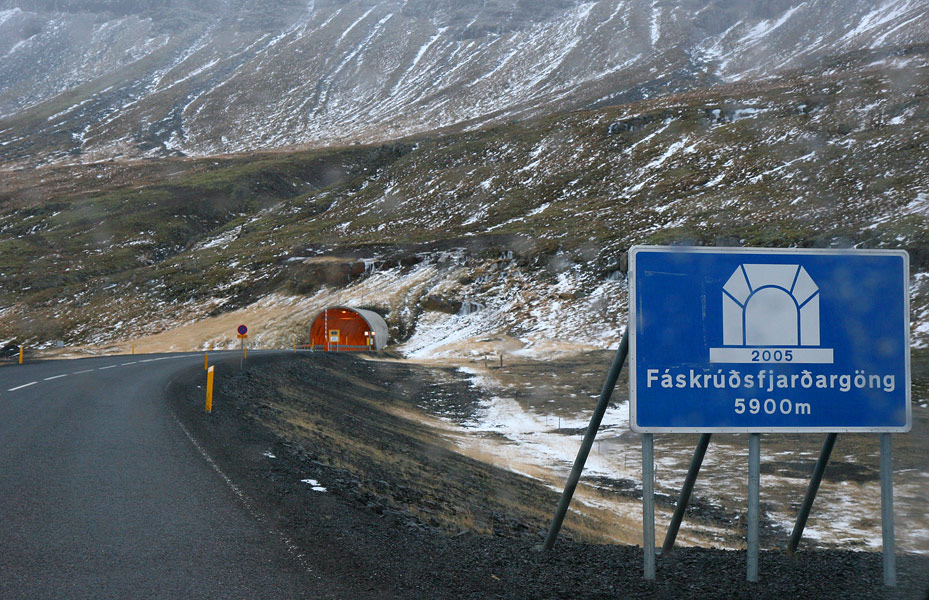
Fáskrúðsfjarðargöng

- Route 92
  -  - F936
- - Fáskrúðsfjarðargöng, 5850 mètres
  -  -  vers Fáskrúðsfjörður
- - Phare de Hafnarnes
- Stöðvarfjörður
- - Phare de Kambanes
- Breiðdalsvík